# World Rugby
World Rugby è l'organismo di governo del rugby a 15 e a 7 nel mondo. La sua sede si trova a Dublino, in Irlanda, il presidente è l'australiano Brett Robinson, eletto nel 2024.
Nato nel 1886 come International Rugby Football Board, nome successivamente cambiato in International Rugby Board nel 1997, ha la sua denominazione attuale dal 19 novembre 2014.
Dal 6 ottobre 1997 è inoltre membro affiliato e riconosciuto del Comitato Olimpico Internazionale. Il rugby a 15 fu presente alle Olimpiadi in quattro occasioni dal 1900 al 1924. A partire dal 2016 è invece presente la versione a 7. 
La WR si occupa di organizzare i tornei mondiali di entrambe le discipline, in particolare si occupa della Coppa del Mondo maschile e femminile che si tengono con cadenza quadriennale.  

## Storia
Fino al 1885 le regole del Rugby venivano create dalla federazione inglese, dato che fu la prima federazione a nascere. Però, dopo una meta contestata in una partita internazionale tra la Scozia e l'Inghilterra, che l'Inghilterra si attribuì dato che era lei che faceva le leggi, la Scozia si rifiutò di giocare ancora con l'Inghilterra e creò, insieme al Galles e all'Irlanda, la International Rugby Football Board. L'Inghilterra non volle prendere parte all'organizzazione, perché richiedeva la rappresentanza principale avendo più club, che però non le veniva concessa. Inoltre la federazione inglese non volle riconoscere l'IRFB come la legislatrice del gioco del Rugby. Questo portò all'allontanamento delle nazioni membri dall'Inghilterra finché questa non decise di entrare nel Board, cosa che avvenne nel 1890.
In quell'anno, grazie ad un arbitrato, viene trovato un compromesso che permette il rientro dell'Inghilterra. Il giudice Lord Kingsburgh e il presidente della Football Association calcistica vengono nominati di comune accordo per trovare una soluzione. All'Inghilterra verranno assegnati 6 voti e 2 ciascuno alle altre 3.

Il logo dell'IRB (1997-2014)

In questo modo l'Inghilterra non potrà cambiare i regolamenti da sola, ma neppure le altre squadre potranno farlo senza che l'Inghilterra ne sia favorevole.
Nel 1893, la IRFB dovette affrontare il problema di scegliere tra il dilettantismo e il professionismo, e questo fu il periodo del cosiddetto "grande scisma". Dopo che in Irlanda del Nord venne introdotta la classe lavorativa al gioco, i club iniziarono a pagare un indennizzo per il "tempo perso" ai giocatori per la perdita dello stipendio del sabato. La Cumberland County Union inoltre protestò perché un altro club usava incentivi economici per tentare i suoi giocatori, così la IRFB condusse un'inchiesta al riguardo, ma i club del Lancashire e dello Yorkshire minacciarono il Board dicendo che qualunque condanna avrebbe portato i club a uscire dall'IRFB. In effetti il dibattito sugli indennizzi portò i 22 club dello Yorkshire e del Lancashire a formare la Northern Rugby Football Union, rappresentante uno sport conosciuto ancora oggi come Rugby League Football.
Pare che verso la fine degli anni '50 vennero presentate all'IRFB le prime idee di un campionato mondiale, dopo la nascita dell'analogo torneo di Rugby League. Ma fu solo nei primi anni '80 che venne presentata una proposta di campionato mondiale su una delle Isole Britanniche. Poi, nel 1983, entrambe le federazioni neozelandese e australiana si proposero come ospitanti per un torneo del genere. L'anno dopo il Board commissionò uno studio per la fattibilità della cosa, e l'anno successivo si votò per la creazione del torneo, nell'assemblea tenuta a Parigi. Il voto decisivo spettava alla federazione sudafricana, e questa votò a favore, anche se sapeva che il suo voto sarebbe stato annullato. Però nel voto successivo gli inglesi e i gallesi cambiarono il proprio voto e venne deciso di creare il torneo mondiale per 10 voti a 6.
Il 19 novembre 2014 l'IRB annunciò ufficialmente il cambiamento di nome. Il Board diventerà World Rugby.

## Sovvenzioni

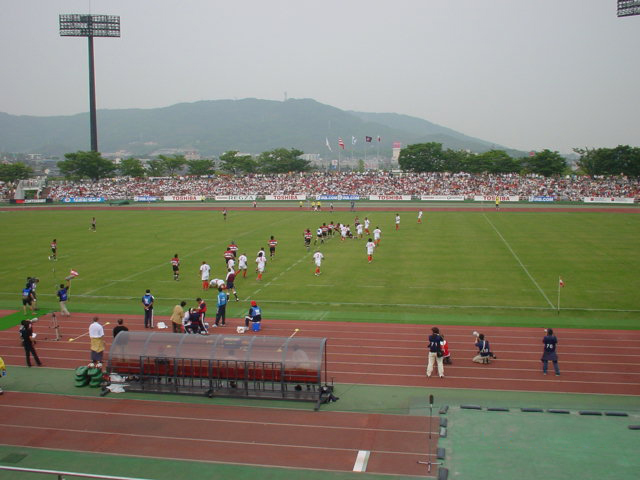
Il Giappone gioca contro Tonga nel Cinque Nazioni del Pacifico nel 2006.

L'IRB ha recentemente concesso una sovvenzione di 18 milioni e mezzo circa di sterline in tre anni per le nazioni del secondo livello, ovvero il Canada, gli Stati Uniti, il Giappone, la Romania, le Figi, Samoa e Tonga. Anche l'Argentina ricevette un appoggio ulteriore per mantenere il primo livello. Il denaro, ottenuto con gli introiti delle Coppe del Mondo, venne concesso dopo un rapporto commissionato dall'IRB che dimostrava notevoli differenze tra le nazioni del primo livello e quelle del secondo. La succitata sovvenzione venne concessa in aggiunta ai 10-12 milioni di sterline concesse per le spese delle concessioni e dei tornei. L'IRB si dedicò principalmente a tre aree di infrastrutture, unità ad alte prestazioni e competizioni oltre confine. Infatti, nel 2006 vennero istituite tre nuove competizioni internazionali tra squadre di secondo livello:
- Il Cinque Nazioni del Pacifico, una competizione che coinvolge le nazionali di Figi, Samoa, Tonga e Giappone, oltre alla seconda squadra della Nuova Zelanda o l'Australia A.
- La Coppa del Pacifico di Rugby, una competizione simile al Super 14 con due franchigie da ogni nazione partecipante, ovvero Figi, Samoa e Tonga.
- La North America 4, una competizione simile alla Coppa del Pacifico, con due franchigie dal Canada e due dagli Stati Uniti.

Nell'aprile 2006 venne annunciato, inoltre, che le nazioni del terzo livello, Georgia, Portogallo, Tunisia e Russia, sarebbero state le nazioni chiave degli investimenti nei tre anni successivi. Il programma era stato creato per aumentare la competizione nel rugby internazionale.

## Struttura

### Storia
- 1890: 4 paesi membri: l'Inghilterra ha diritto a 6 voti, le altre 3 federazioni (Scozia, Galles ed Irlanda) ne hanno 2. Per un totale di 12.
- 1911: L'Inghilterra mantiene solo 4 voti, che si riducono ad un totale di 10.
- 1948: Allargamento del consiglio esecutivo ad Australia, Nuova Zelanda e Sud Africa, precedentemente osservatori senza diritto di voto. Le Nazionali britanniche avranno 2 voti ciascuno, le altre tre uno solo.
- 1958: I 7 paesi membri ottengono tutti due voti.
- 1978: Anche la Francia, sino ad allora con il solo status di osservatore diventa membro effettivo anch'essa con due voti (16 voti in totale).
- 1990: Italia, Argentina, Canada e Giappone ottengono un voto.
- 1999: la Rugby Europe ottiene anch'essa un voto.

### Attuale organizzazione

#### Consiglio Generale
Ad aprile 2020 il Consiglio della Word Rugby è composto da 52 membri (compreso il presidente senza diritto di voto) provenienti da 18 federazioni nazionali e 6 confederazioni continentali che si incontrano due volte l'anno nell'assemblea generale. A intervalli regolari si tengono anche assemblee regionali.
Tra le federazioni nazionali:
- 10 detengono 3 rappresentanti con diritto di voto nel Consiglio e sono Argentina, Australia, Francia, Galles, Inghilterra, Irlanda, Italia, Nuova Zelanda, Scozia, Sud Africa.
- Una federazione detiene 2 rappresentanti con diritto di voto, il Giappone.
- 7 federazioni detengono un rappresentante con diritto di voto, ovvero Canada, Georgia, Isole Figi, Isole Samoa, Romania, Stati Uniti, Uruguay.
- 6 confederazioni continentali detengono, nel complesso dei loro membri nazionali, 2 rappresentanti con diritto di voto ognuna: Africa, Asia, Europa, Nord America, Oceania, Sud America.

Un presidente ed un vicepresidente vengono scelti all'interno dei membri del consiglio; attualmente questi incarichi sono ricoperti da Bill Beaumont (Inghilterra) e Bernard Laporte (Francia).

#### Comitato esecutivo
Al fine di garantire una maggiore funzionalità dell'organismo, viene creato un comitato esecutivo con il compito di controllo generale delle attività e del bilancio della World Rugby. Fanno parte di questo il presidente e il vicepresidente del Consiglio Generale, nove membri eletti (di cui due indipendenti) e il direttore generale.
Sono presenti anche delle speciali commissioni che analizzano questioni particolari come nuovi regolamenti, bilancio, rapporti con le confederazioni continentali, lotta al doping o rugby femminile.

## Regole
Le regole del rugby sono controllate da un Comitato Regolatore, stabilito dal Consiglio IRB. Il presidente del comitato è Bill Beaumont. Le Regole del Gioco vengono formulate dall'IRB, e poi fatte circolare nelle federazioni nazionali. Le regole ufficiali del gioco vengono scritte in inglese, francese, russo e spagnolo. Ci sono differenze per il rugby under-19 e per quello a 7. Esistono 21 regole in totale e queste spaziano dalle definizioni e dalle idoneità alle pubblicità, alla disciplina, fino all'anti-doping e a diversi altri settori. L'IRB inoltre approva le attrezzature, che vengono esaminate con un Test di approvazione IRB.

## Anti-doping
L'IRB rispetta le leggi del WADA e il programma anti-doping dell'IRB include test a tutti i livelli, giovanili, a 7 e a 15. I test vengono fatti durante le competizioni negli eventi organizzati dal Board, piuttosto che fuori dalle competizioni. Nel 2003, anno della Coppa del Mondo, le federazioni membri dell'IRB realizzarono circa 3000 test anti-doping. "Keep Rugby Clean" (Manteniamo Pulito il Rugby) è il messaggio della campagna lanciata dal Manager dell'IRB Anti-Doping Manager Tim Ricketts. Il programma è appoggiato anche da giocatori del livello di Brian O'Driscoll.

## Classifiche mondiali
L'IRB pubblica e produce le Classifiche Mondiali delle squadre nazionali maschili di rugby a 15. L'idea venne lanciata nell'ottobre del 2003 all'inizio della Coppa del Mondo in Australia, anche se già da anni era tenuta ufficiosamente in considerazione il ranking del sito internet Planet-Rugby. Le classifiche sono calcolate usando un sistema di Scambio di Punteggi, in cui le nazioni prendono punti alle altre a seconda del risultato delle partite. Diversi anni di ricerche portarono allo sviluppo basico del sistema di classifiche usando un database esteso di partite internazionali a partire dall'anno 1871.
L'affidabilità del sistema è assicurata in diverse maniere, che includono la previsione della forza corrente e segue gli stati di forma. Il sistema prende in considerazione anche il vantaggio di giocare in casa, grazie al quale alla squadra che gioca in casa vengono aggiunti tre punti, che ovviamente porterebbero meno vantaggi in caso di vittoria e più svantaggio in quello di sconfitta. In caso di risultati molto sorprendenti, c'è comunque un numero massimo di movimenti nella classifica che ogni nazione può ottenere da una sola partita.
Se una nazione non dovesse partecipare a partite per un numero di anni tale che la portasse ad essere considerata inattiva, e quindi ad essere esclusa dalle classifiche, quando tornasse ad essere attiva, riprenderebbe il punteggio che aveva quando venne esclusa. Se una nazione si dovesse unire a un'altra o dovesse dividersi, verrebbe ereditato il punteggio più alto.
Al momento ogni tipo di partita internazionale ha lo stesso valore per la classifica, indipendentemente se valgano per qualche competizione o siano semplici amichevoli. L'unica eccezione è rappresentata dalla finale della Coppa del Mondo.

## Riconoscimenti e premi
Gli IRB Awards sono un evento annuale che premia i maggiori successi del rugby. Gli awards iniziarono ad essere consegnati nel 2001. L'ultima cerimonia venne tenuta a Parigi il 27 novembre 2005. Vennero consegnati 13 premi, tra cui quelli per il miglior giocatore, per il miglior allenatore, per il miglior presidente, per la miglior nazionale, per il supporto al gioco, allo spirito e allo sviluppo del rugby. Generalmente i premi, almeno quelli annuali, vengono dominati dalla nazione che più si è affermata durante l'anno, come la Francia nel 2002, l'Inghilterra nel 2003, il Sudafrica nel 2004, la Nuova Zelanda nel 2005, e così via. Nelle categorie di premi che hanno candidati, questi vengono scelti dai giuria indipendente, che è formata da diversi ex giocatori di livello internazionali, con un totale complessivo, ad esempio nel 2005, di 503 presenze in nazionale. I giurati per quell'anno furono François Pienaar, Michael Jones, Gavin Hastings, Jonathan Davies, Dan Lyle, Federico Mendez e gli ex-Giocatori dell'Anno Fabien Galthié e Keith Wood, ed anche John Eales.
Nel 2006 l'IRB Hall of Fame fu creata per grandi successi e coi contributi speciali dei giocatori, degli allenatori, degli amministratori, degli arbitri, delle istituzioni e di altri personaggi. La Hall of Fame venne inaugurata durante gli IRB Awards del 2006 e i primi ad entrarvi sono stati William Webb Ellis e la Rugby school.

## Presidenti
| 1980-1987 | Albert Ferrasse  |
| 1994-2002 | Vernon Pugh      |
| 2002-2007 | Syd Millar       |
| 2007-2016 | Bernard Lapasset |
| 2016-2024 | Bill Beaumont    |
| 2024-     | Brett Robinson   |

## Organigramma
| Comitato esecutivo        | Comitato esecutivo               |
| ------------------------- | -------------------------------- |
| Brett Robinson            | Presidente World Rugby           |
| Jonathan Webb             | Vice-Presidente World Rugby      |
| Alan Gilpin               | CEO di World Rugby               |
| Mark Alexander            | South African Rugby Union        |
| Bart Campbell             | New Zealand Rugby Football Union |
| Susan Carty               | Rappresentante del World Rugby   |
| Sally Dennis              | Rugby Canada                     |
| Louise Evans              | Indipendente                     |
| Robert Kearney            | Giocatore di rugby               |
| Herbert Mensah            | Presidente Rugby Africa          |
| Melodie Robinson          | Giocatrice di rugby              |
| Angela Ruggiero           | Indipendente                     |
| Consiglio (da aggiornare) |                                  |
| Rolande Boro              | Rugby Africa                     |
| Ada Milby                 | Asia Rugby                       |
| Trevor Gregory            | Asia Rugby                       |
| Cameron Clyne             | Australian Rugby Union           |
| Raelene Castle            | Australian Rugby Union           |
| Pat Parfrey               | Canada Rugby                     |
| Deborah Griffin           | Rugby Football Union             |
| Octavian Morariu          | Rugby Europe                     |
| Alin Petrache             | Romania Rugby Union              |
| Serge Simon               | Federazione francese di rugby    |
| Brigitte Jugla            | Federazione francese di rugby    |
| George Nijaradze          | Georgia Rugby Union              |
| Philip Orr                | IRFU                             |
| John O'Driscoll           | IRFU                             |
| Susan Carty               | IRFU                             |
| Alfredo Gavazzi           | FIR                              |
| Nino Sacca                | FIR                              |
| Susanna Vecchi            | FIR                              |
| Ichiro Kono               | Japan Rugby Football Union       |
| Keiko Asami               | Japan Rugby Football Union       |
| Steve Tew                 | New Zealand Rugby Football Union |
| Deb Robinson              | New Zealand Rugby Football Union |
| Richard Sapias            | Oceania Rugby                    |
| Veronika Muelhoffer       | Switzerland Rugby Union          |
| Lesley Thompson           | SRU                              |
| Mark Dodson               | SRU                              |
| Jourie Roux               | South African Rugby Union        |
| Sebastian Pineyrua        | South America Rugby              |
| Claudia Betancour         | South America Rugby              |
| Marcelo Rodríguez         | Union Argentina de Rugby         |
| Sol Iglesias              | Union Argentina de Rugby         |
| Julie Paterson            | WRU                              |
| Anthony Buchanan          | WRU                              |

## Principali federazioni affiliate in ordine di tempo
- Scozia (1886)
- Irlanda (1886)
- Galles (1886)
- Inghilterra (1890)
- Australia (1949)
- Nuova Zelanda (1949)
- Sud Africa (1949)
- Francia (1978)
- Canada (1986)
- Italia (1987)
- Argentina (1987)
- USA (1987)
- Figi (1987)
- Giappone (1987)
- Romania (1987)
- Tonga (1987)
- Zimbabwe (1987)
- Spagna (1988)
- Samoa (1988)
- Uruguay (1989)
- Namibia (1990)
- Georgia (1991)

## Associazioni continentali
World Rugby ha sei ramificazioni continentali autonome: Rugby Europe, Asia Rugby, Rugby Afrique, Oceania Rugby, Rugby Americas North (Nord-Centro America e Caraibi) e Sudamérica Rugby.

## Presenza nei media
Per promuovere il rugby nel mondo, l'IRB produce e trasmette, via tv e via radio, Total Rugby, un programma di trenta minuti che, dal 2005, si occupa a 360º del mondo della palla ovale. Nel 2022 World Rugby ha acquisito il sito RugbyPass (www.rugbypass.com) per sfruttarne la popolarità in chiave di crescita del pubblico globale.